# Liste der Monuments historiques in Montluçon
Die Liste der Monuments historiques in Montluçon führt die Monuments historiques in der französischen Gemeinde Montluçon auf.

## Liste der Bauwerke
| Bezeichnung                 | Beschreibung                       | Standort                                             | Kennzeichnung | Schutzstatus | Datum | Bild           |
| --------------------------- | ---------------------------------- | ---------------------------------------------------- | ------------- | ------------ | ----- | -------------- |
| Kapelle St-Louis            | Erbaut im 13. Jahrhundert          | Rue du Doyenné Rue de la Comédie (Lage)              | PA00093165    | Inscrit      | 1926  | weitere Bilder |
| Château de Bien-Assis       | Schloss, erbaut im 15. Jahrhundert | (Lage)                                               | PA00093167    | Inscrit      | 2016  | weitere Bilder |
| Château des ducs de Bourbon | Schloss                            | (Lage)                                               | PA00093166    | Inscrit      | 1926  | weitere Bilder |
| Château des Étourneaux      | Schloss, erbaut im 15. Jahrhundert | 65, avenue des Étourneaux (Lage)                     | PA00093168    | Inscrit      | 1974  | weitere Bilder |
| Kirche Notre-Dame           | Erbaut im 15. Jahrhundert          | Place Notre-Dame (Lage)                              | PA00093169    | Classé       | 1987  | weitere Bilder |
| Kirche St-Paul              | Erbaut im 12. Jahrhundert          | Place Jean-Dormoy (Lage)                             | PA00093170    | Classé       | 1987  | weitere Bilder |
| Kirche St-Pierre            | Erbaut ab dem 12. Jahrhundert      | (Lage)                                               | PA00093171    | Classé       | 1978  | weitere Bilder |
| Bahnhof                     | Erbaut 1880                        | (Lage)                                               | PA03000046    | Inscrit      | 2011  | weitere Bilder |
| Haus                        | Erbaut im 15. Jahrhundert          | 14, rue des Cinq-Piliers (Lage)                      | PA00093175    | Inscrit      | 1935  | weitere Bilder |
| Haus                        | Erbaut im 15. Jahrhundert          | 27, rue Grande/Ecke rue Sainte-Anne (Lage)           | PA00093176    | Inscrit      | 1935  | weitere Bilder |
| Haus                        | Erbaut im 15. Jahrhundert          | 42, rue Grande (Lage)                                | PA00093177    | Inscrit      | 1935  | weitere Bilder |
| Haus                        | Erbaut im 15. Jahrhundert          | 56, Grand'Rue (Lage)                                 | PA00093178    | Inscrit      | 1935  | weitere Bilder |
| Haus                        | Erbaut im 16. Jahrhundert          | 1, rue Porte-Bretonnie (Lage)                        | PA00093179    | Classé       | 1928  | weitere Bilder |
| Haus                        | Erbaut im 15. Jahrhundert          | 2, rue Porte-Saint-Pierre (Lage)                     | PA00093182    | Inscrit      | 1930  | weitere Bilder |
| Haus                        | Erbaut im 12. Jahrhundert          | 5, place Saint-Pierre (Lage)                         | PA00093181    | Inscrit      | 2006  | weitere Bilder |
| Haus                        | Erbaut im 15. Jahrhundert          | 2, rue des Serruriers (Lage)                         | PA00093183    | Inscrit      | 1929  | weitere Bilder |
| Maison communale            | Erbaut 1899                        | Place Jean-Dormoy (Lage)                             | PA03000003    | Inscrit      | 1997  | weitere Bilder |
| Maison des Condé            | Erbaut im 15. Jahrhundert          | 12, rue Notre-Dame (Lage)                            | PA00093172    | Inscrit      | 2003  | weitere Bilder |
| Maison des douze apôtres    | Erbaut im 15./16. Jahrhundert      | 1, rue des Cinq-Piliers 2, place Saint-Pierre (Lage) | PA00093174    | Inscrit      | 1930  | weitere Bilder |
| Fenster des Maison du Doyen | Erbaut im 13. Jahrhundert          | Rue du Doyenné (Lage)                                | PA00093173    | Inscrit      | 1926  | weitere Bilder |
| Passage du Doyenné          | Erbaut im 12. Jahrhundert          | (Lage)                                               | PA00093184    | Inscrit      | 1926  | weitere Bilder |
| Tour fondue                 | Erbaut im 15. Jahrhundert          | 1, rue Porte-des-Forges (Lage)                       | PA00093180    | Inscrit      | 1935  | weitere Bilder |
| Villa de la Louvière        | Erbaut im 12. Jahrhundert          | (Lage)                                               | PA00132730    | Inscrit      | 1994  |                |

## Liste der Objekte

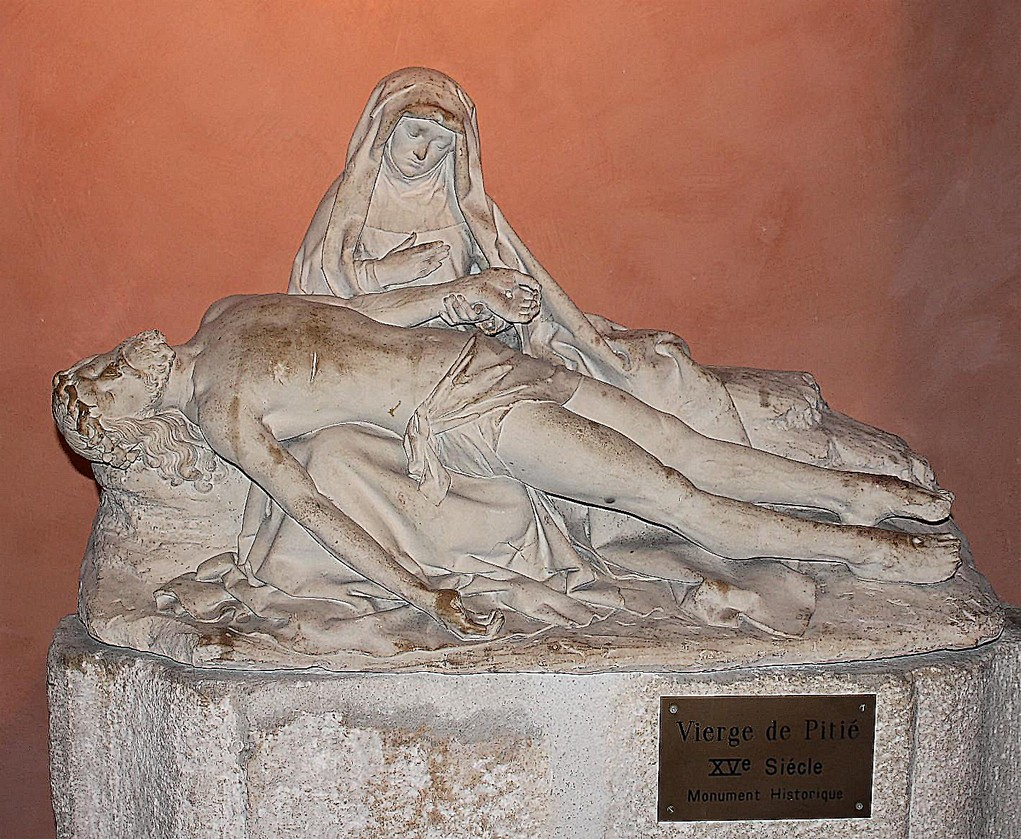
Pietà (15. Jahrhundert) in der Kirche St-Pierre

- Monuments historiques (Objekte) in Montluçon in der Base Palissy des französischen Kultusministeriums